# تشلة خانة سفلي
تشلة خانة سفلي هي قرية في مقاطعة شبستر، إيران. عدد سكان هذه القرية هو 367 في سنة 2006.